# Törmönkhiin Mönkhzul
Törmönkhiin Mönkhzul est une joueuse d'échecs mongole née le 4 mai 2002. 
Au 1er mai 2022, elle est classée quatorzième des joueurs actifs mongols (hommes et femmes), la quatrième parmi les joueuses mongoles avec un classement Elo de 2 294 points.

## Biographie et carrière
Elle a représenté la Mongolie lors de l'olympiade d'échecs de 2018 féminine, marquant 7 points sur 10 au troisième échiquier
En 2019, elle remporta la médaille de bronze au championnat d'Asie d'échecs féminin et troisième du tournoi zonal féminin d'Asie orientale (sans la Chine) avec 7 points sur 9.
Lors de la Coupe du monde d'échecs féminine 2021, elle battit l'Italienne Marina Brunello au premier tour puis fut battue au deuxième tour par la Russe Polina Chouvalova.
En 2022, elle remporte le championnat de Mongolie féminin avec 8 points sur 9.